# Latter Days - Inguaribili romantici
Latter Days - Inguaribili romantici (Latter Days) è un film del 2003 diretta da C. Jay Cox.
Delicato film che miscela leggera ironia e romanticismo a tratti drammatico per raccontare una storia d'amore fuori dagli schemi, non tanto per il fatto che si tratta di due uomini, ma per il fatto che gli stessi si collochino geograficamente e culturalmente agli antipodi.

## Trama
Christian è un ventenne gay che vive a Los Angeles, ha un fisico costruito in palestra e sempre tanta voglia di divertirsi. Lavora come cameriere in un ristorante con alcuni suoi amici e passa le serate in modo un po' frivolo ed edonistico fra la discoteca e il letto, nel quale non si risparmia in incontri occasionali.
Un giorno, per un bizzarro scherzo del destino, un gruppo di missionari mormoni originari dell'Utah si trasferisce nel suo stesso complesso residenziale e lì avviene l'incontro con il coetaneo Aaron. Chris inizia a corteggiare il ragazzo per una scommessa fatta con i suoi amici del ristorante, ma proprio nell'istante in cui lui e Aaron si baciano, vengono scoperti dai compagni Mormoni che rispediscono il secondo a casa; Christian si rende conto in quel momento dei sentimenti che prova per il ragazzo, mai provati in precedenza.

## Riconoscimenti
- L.A. Outfest 2003 - Audience Award, Outstanding First Narrative Feature
- Philadelphia International Gay & Lesbian Film Festival 2003 - Audience Award
- Toronto Inside Out Lesbian and Gay Film and Video Festival 2004 - Audience Award